# سيفيرين ميهم
سيفيرين ميهم (بالألمانية: Severin Mihm)‏ هو لاعب كرة قدم ألماني في مركز ظهير ‏، ولد في 12 أبريل 1991 في برلين في ألمانيا. لعب مع إنيرجي كوتبوس.

## وصلات خارجية
- سيفيرين ميهم على موقع قاعدة بيانات كرة القدم.إي يو (الإنجليزية)
- سيفيرين ميهم على موقع بيانات كرة القدم. دي إي (الألمانية)
- سيفيرين ميهم على موقع Soccerway.com (الإنجليزية)